# Czerwonki (Korzybie)
Czerwonki (dawn. Korzybie-Czerwonki) – nieoficjalna część wsi Korzybie w Polsce, położona w województwie mazowieckim, w powiecie płońskim, w gminie Baboszewo.
Dawniej Korzybie-Czerwonki wraz z Korzybiem-Kruszewiem tworzyły gromadę Korzybie-Czerwonki w gminie Sarbiewo w powiecie płońskim.
W latach 1975–1998 miejscowość administracyjnie należała do województwa ciechanowskiego.